# Temenggung
Temenggung is een bestuurslaag in het regentschap Sarolangun van de provincie Jambi, Indonesië. Temenggung telt 1546 inwoners (volkstelling 2010).